# Kitchen Stories
Kitchen Stories (Originaltitel: Salmer fra kjøkkenet) ist eine Filmkomödie des norwegischen Regisseurs Bent Hamer aus dem Jahr 2003. Der Regisseur schrieb gemeinsam mit Jörgen Bergmark auch das Drehbuch und produzierte den Film. Die Hauptrollen spielten Joachim Calmeyer und Tomas Norström.

## Handlung
Norwegen in den 1950er Jahren. Das schwedische Forschungsinstitut für Heim und Haushalt hat im eigenen Land bereits erfolgreich das Verhalten von Hausfrauen in ihren Küchen untersucht und konnte so die Anordnung der Haushaltsgeräte optimieren. Nun geht es herüber in das mit Rechtsverkehr ausgestattete Norwegen, um die Gewohnheiten der dortigen Junggesellen zu studieren. Jedem Teilnehmer wird ein Beobachter zugeteilt, der fortan, mit Hochsitz und Notizblock ausgestattet, in der Küche des Probanden platznimmt, um mit den Aufzeichnungen beginnen zu können. Persönlicher Kontakt, Sprechen und Hilfe bei den täglichen Arbeiten sind strikt untersagt, um die Forschungsergebnisse nicht zu verfälschen.
Doch diese angespannte Situation sucht sich ihre ganz eigenen Ventile; die Rollen verschwimmen. Das Ende, weit entfernt von wissenschaftlicher Distanz, zeigt zwei skurrile Männer, die schließlich zu Freunden werden.

## Veröffentlichungen
Seine Premiere feierte der Film am 15. Januar 2003 auf dem Tromsø Internasjonale Filmfestival. Zwei Tage darauf kam er in die norwegischen Kinos, wo ihn 85.182 Besucher sahen. Zwischen September 2003 und Mai 2005 startete Kitchen Stories in etlichen anderen europäischen Ländern und war auf zahlreichen Filmfestivals weltweit zu sehen. Dabei hatte der Film ein Einspielergebnis von 2,61 Millionen US-Dollar. 351.235 US-Dollar davon spielte er in den USA ein, wo der Film am 10. Februar 2004 in den Kinos anlief.
Der deutsche Kinostart war der 5. Februar 2004. In der deutschsprachigen Schweiz lief er am 4. März 2004 an, in Österreich am 6. Januar 2005. Im Oktober 2004 erschien der Film in Deutschland auf DVD.
Am 18. Dezember 2004 wurde das gleichnamige Theaterstück von Hans Petter Blad am Deutschen Theater Göttingen uraufgeführt. Das Schauspiel wird verlegt vom Theaterverlag Whale Songs, Hamburg.

## Rezeption
„Aus der surrealen Satire über soziale Kontrolle wächst allmählich eine sanfte Studie über Männer-Einsamkeit und aus dieser der Beginn einer wunderbaren Freundschaft.“

„In seinem norwegischen Auslands-Oscar-Beitrag erzählt Autor und Regisseur Bent Hamer eine einfache Geschichte von Einsamkeit und Freundschaft, von individuellen Unterschieden und universellen Gemeinsamkeiten. Voller Wärme und Sympathie umgesetzt, begeisterte das ungewöhnliche Buddy-Movie mit seinen Hauptdarstellern Joachim Calmeyer und Tomas Norström internationale Festivaljurys und -besucher. Freunde des schrägen Humors werden sich bei dieser klugen Männerkomödie bestens unterhalten.“

## Auszeichnungen
Der Film gewann den Amanda Award, einen norwegischen Filmpreis, der jährlich auf dem im August stattfindenden Norwegian International Film Festival in Haugesund vergeben wird, in der Kategorie Bester Film. Dabei konnte er sich unter anderem gegen Pål Øies Horrorfilm Villmark durchsetzen.
Auf den Nordischen Filmtagen Lübeck im Jahr 2003 gewann der Film den Baltischen Filmpreis. Auf dem Flanders International Film Festival erhielt Kitchen Stories eine Auszeichnung in der Kategorie Bestes Drehbuch und eine Nominierung für die Goldene Spur, den Hauptpreis des Festivals. Auf dem Copenhagen International Film Festival gewann Bent Hamer den Goldenen Schwan als Bester Regisseur. In derselben Kategorie wurde er auf dem São Paulo International Film Festival ausgezeichnet. Auf dem Tromsø Internasjonale Filmfestival in Norwegen gewann der Film den FIPRESCI-Preis.
Norwegen sandte den Film als Kandidat für eine Oscar-Nominierung in der Kategorie Bester fremdsprachiger Film ein. Der Film wurde aber weder nominiert noch ausgezeichnet.